# M74
M74 (NGC628) е фронтално разположена спирална галактика, разположена по посока на съзвездието Риби. Поради ниската си повърхностна светимост, галактиката е трудна за наблюдение с любителски уреди.
Галактиката е открита от Пиер Мешен през 1780, а година по-късно, Шарл Месие я включва в своя каталог.
В галактиката са наблюдавани две свръхнови – SN2002ap и SN 2003gd.

## Свръхнови
SN 2002ap е особена с това, че е една от малкото свръхнови от тип Іс (хипернови), наблюдавани в близките 10 мегапарсека.
SN 2003gd е свръхнова от II тип, за които се знае, че имат точно определени светимости. Благодарение на тази свръхнова е точно измерено разстоянието до галактиката, което е 9.6 ± 2.8 Mpc или 31 млн. св.г. .

## Куп
М74 е най-ярката галактика от галактичния куп М74, който включва още NGC660 и няколко неправилни галактики.

## Черна дупка
Според изследване, извършено с космическата обсерватория Чандра е наблюдаван мощен рентгенов източник – CXOU J013651.1+154547, с период на околоосно въртене от около 2 часа и вероятна маса от около 10 000 слънчеви маси. Предполага се, че това е средномасивна черна дупка, възникнала вследствие на сблъсъка на няколко черни дупки, резултат от експлозии на свръхнови.

## Любителски наблюдения
М74 е на 1.5° североизточно от звездата η Риби, но поради слабата си повърхностна яркост може да бъде наблюдавана само при много добри условия, далеч от градските светлини. В голям телескоп, може да бъде видяна с периферно зрение, при много добра адаптация на очите към нощно виждане.